# علی‌محمد خان قوام‌الملک
علی‌محمد خان قوام‌الملک شیرازی (قوام‌الملک دوم) یک سیاستمدار شیرازی از خاندان قوام و فرزند علی‌اکبر قوام‌الملک شیرازی بود. او پس از مرگ پدرش به مقام قوام‌الملک رسید و اتحادیه ایلات خمسه را با هدف موازنه قدرت در فارس و مقابله با نفوذ و قدرت قشقایی‌ها ایجاد کرد.
او بانی نارنجستان قوام بود.

## زندگی
علی‌محمد چهارمین فرزند علی‌اکبر قوام‌الملک بود که در حدود سال ۱۲۰۸ خورشیدی زاده شد. به گفته فارسنامه ناصری او در سال ۱۲۳۰ به حکومت کازرون، در سال ۱۲۳۷ به ضابطی جهرم و بلوک بیدشهر و جویم و در سال ۱۲۴۰ به عنوان حاکم داراب گماشته شد. در همان سال با شکل‌گیری ایلات خمسه، ضابطی آن‌ها نیز به او واگذار شد. او در زمان اندکی شورش ایل‌ها را سرکوب کرد. در سال ۱۲۴۴ خورشیدی پدرش درگذشت و دو برادر بزرگترش فتحعلی‌خان صاحب‌دیوان و میرزا حسنعلی نصیرالملک که از القاب و عناوین شامخ‌تر اشرافی برخوردار بودند، اجازه دادند لقب قوام‌الملک به او برسد. او در سال ۱۲۵۵ نیز حکومت لار و محال سبعه ضمیمه حکومت داراب و ایلات خمسه نمود. او سرانجام در ۲۲ آذر ۱۲۶۲ در اثر بیماری در شیراز درگذشت و در حافظیه به خاک سپرده شد.